# Kuchyňský kabinet
Jako kuchyňský kabinet (anglicky: Kitchen Cabinet) se v hovorovém významu označuje jakákoliv skupina důvěrných přátel či společníků, zejména v souvislosti s prezidentem či premiérem dané země. Mimo Spojených států, kde tento výraz zazněl poprvé již v prosinci 1831 se používá též v Izraeli a Spojeném království.

## Spojené státy americké
Ve Spojených státech byl termín „kuchyňský kabinet“ původně používaný politickými odpůrci amerického prezidenta Andrewa Jacksona k popsání skupiny neoficiálních poradců, se kterými se prezident radil souběžně s oficiální americkou vládou po čistce, kterou ve vládě provedl po Eatonově aféře a svém rozchodu s viceprezidentem Johnem C. Calhounem v roce 1831.
Během bezprecedentního propuštění pěti z osmi vládních ministrů uprostřed svého prvního funkčního období Jackson z vlády propustil Calhounovy spojence: Samuela D. Inghama, Johna Branche a Johna M. Berriena, ale rovněž i své vlastní podporovatele ministra zahraničí Martina Van Burena a ministra války Johna Eatona. Van Buren však nakonec v administrativě setrval jako vyslanec (v tehdejší terminologii ministr) ve Spojeném království.
Nová Jacksonova vláda zahrnovala jeho dlouholeté politické spojence Martina Van Burena, Francise Prestona Blaira, Amose Kendalla, Williama B. Lewise, Andrewa Jacksona Donelsona, Johna Overtona a jeho nového nejvyššího státního zástupce Rogera B. Taneyho.

## Izrael
V Izraeli se pojmem „kuchyňský kabinet“ (hebrejsky: המטבחון, ha-Mitbachon) rozumí setkání vyšších státních představitelů a případně též neoficiálních poradců s premiérem státu. Vůbec poprvé se v Izraeli pojem kuchyňský kabinet objevil v souvislosti s vládou premiérky Goldy Meirové, která zvala několik vybraných členů vlády či poradce do svého domu v páteční šabatový večer, v předpřípravě před sobotním zasedáním vlády. V různých obdobích pak kuchyňské kabinety premiéři buď svolávali či vůbec vedli či nikoliv. Současný premiér Benjamin Netanjahu má kuchyňský kabinet čítající osm vládních ministrů a rozlišuje se též užší kuchyňský kabinet, čítající pouze tři nejvýše postavené členy vládní koalice.

## Česko
V češtině zatím samotné jazykové spojení nevstoupilo do obecného povědomí, takže jeho použití v českém překladu může u čtenářů či recenzentů vyvolávat nepochopení nebo rozpaky, jako v případě recenze knihy Vůdcové, myslitelé, hrdinové.